# Xanthetis luzonica
Xanthetis luzonica là một loài bướm đêm thuộc phân họ Arctiinae, họ Erebidae.